# Augelit
Augelit är ett sällsynt aluminiumfosfatmineral med formeln: Al2(PO4)(OH)3. Nyansen varierar från färglös till vit, gul eller rosa. Dess kristallsystem är monokliniskt. Mineralet har hög glans och distinkt spaltning.
Augelit upptäcktes först år 1868 av Christian Wilhelm Blomstrand i Västanå järngruva, Skåne, Sverige. Namnet härleder sig från grekiskan αύγή med hänvisning till dess pärlglans.

## Förekomst
Augelit förekommer som en produkt av metamorfos av fosfatbärande peraluminösa sediment och i hydrotermiska malmavlagringar vid hög temperatur. Det förekommer i samband med attakolit, svanbergit, lazulit, hematit, trolleit, berlinit, rutil, pyrofyllit, baryt, arsenopyrit, stannit, pyrit, andorit, kassiterit och zinkenit.